# Suspensor

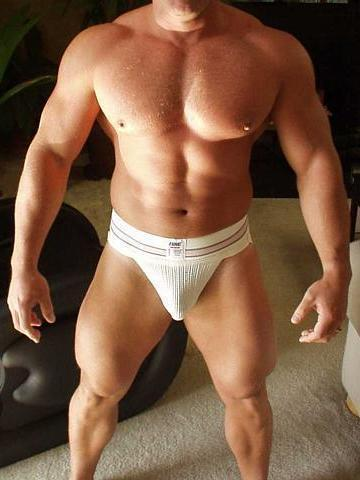
Un suspensor văzut din faţă.

Suspensorul este un element de lenjerie intimă creat pentru a susține organele genitale ale bărbatului în timpul sporturilor sau altor activități fizice energice. Acesta a existat din cele mai vechi timpuri sub diferite forme, precum pânza purtată de bărbații din Egiptul Antic.